# Celerena angustisignata
Celerena angustisignata är en fjärilsart som beskrevs av Louis Beethoven Prout 1917. Celerena angustisignata ingår i släktet Celerena och familjen mätare. Inga underarter finns listade i Catalogue of Life.